# Casa Ernest Hemingway
Casa Ernest Hemingway a fost reședința autorului Ernest Hemingway din Key West, Florida, Statele Unite ale Americii. Se află la 907 Whitehead Street, vizavi de Farul Key West, aproape de coasta de sud a insulei. Pe 24 noiembrie 1968, aceasta a fost clasificată drept National Historic Landmark al S.U.A..

## Istoric

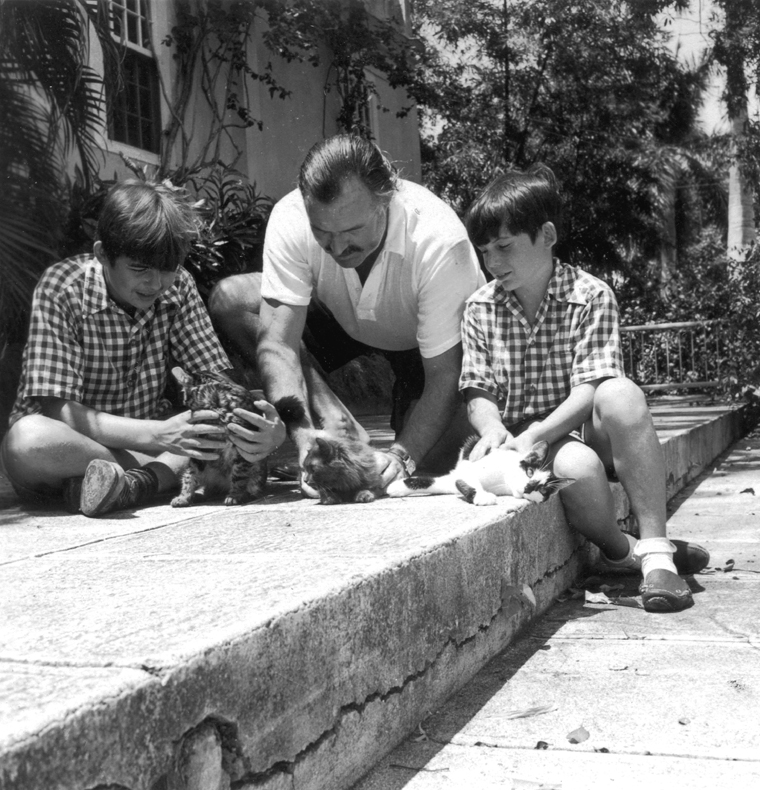
Ernest Hemingway cu fiii și pisoi la Finca Vigia, Cuba, cca. 1942 (JFK Library). Fotografia confirmă amintirea fiului Patrick cu pisicile lui Hemingway în Cuba.

Aceasta a fost casa lui Hemingway din 1931 și 1939, deși el a păstrat titlul de proprietate până când a murit. Astăzi este o atracție turistică privată non-profit, casă a multor pisici cu șase și șapte degete, care sunt descendente ale pisicilor lui Hemingway. Al doilea fiu al autorului, Patrick, care a trăit în casă, a declarat în 1994 într-un interviu pentru The Miami Herald că tatăl său a deținut păuni în Key West și pisici în Cuba. Cu toate acestea, o fotografie afișată în casa din Key West îi arată pe Patrick și fratele său mai mic, Gregory, în fața borcanului cubanez cu apă lângă piscină, iar Gregory se joacă cu o pisică albă pe nume Snow White. Pe lângă fotografia care îi arată pe Patrick și Gregory cu Snow White, Pauline, soția lui Hemingway de la acel timp, a scris următoarele pe 22 ianuarie 1937 într-o scrisoare către Hemingway, care era cazat la Barclay Hotel din New York City:
Snow White a devenit blana umblătoare a lui (Gregory). Esther are aceleași vechi probleme, cu alternativele: 1) puțin acces la femele, 2) lăsat afară și stat FĂRĂ griji, care se transformă lăsat afară și îngrijorare, 3) castrare, 4) punerea unui anunț în ziar pentru returnarea pisicii maro cu ochi albaștri pentru recompensă.  
Urmași ai pisicilor lui Hemingway continuă să trăiască pe proprietate. În 2009, pisicile au devenit subiectul unui proces juridic după un vizitator și-a exprimat îngrijorarea cu privire la bunăstarea pisicilor. Muzeul a fost vizitat de anchetatori de la Departamentul de Agricultură al SUA, iar aceștia au ordonat muzeului să ia măsuri pentru a eticheta pisicile pentru identificare și să le adăpostească. Muzeul luptat împotriva acestor reglementări în instanță, dar a pierdut cazul la curtea de apel, care a decis că pisicile „afectează în mod substanțial” comerțul interstatal și, astfel, sunt protejate prin Animal Welfare Act of 1966. Casa nu vinde pisici, dar menține un program de reproducere selectivă pentru acestea.  
Aceasta este casa în care Hemingway a scris unele dintre cele mai bune opere literare ale sale, inclusiv povestirile „Zăpezile de pe Kilimanjaro” și „Scurta viață fericită a lui Francis Macomber”, romanul A avea și a nu avea și opera de non-ficțiune Dealurile verzi ale Africii.  
Casa este construită la o altitudine de 4,9 metri deasupra nivelului mării, dar este totuși încă al doilea cel mai înalt punct de pe insulă. Aceasta a fost inițial construită în 1851 de Asa Tift, un arhitect marin și hoț de pe epave, în stil colonial francez, din calcar din cariera locală. Drept testament metodei de construcție și amplasare, casa a supraviețuit multor uragane, iar pivnița adâncă a rămas și rămâne în continuare uscată. Înainte ca uraganul Irma să lovească Florida Keys în septembrie 2017, întreaga populație a lanțului insular s-a văzut nevoită să evacueze la ordinul guvernului federal, dar curatorul muzeului, directorul general și o parte a echipei de angajați ai casei au refuzat să plece sau să evacueze pisicile. Mai mulți angajați ai Casei Hemingway au rămas cu pisicile în casă pe durata uraganului. Toți au supraviețuit furtunii fără nici o problemă.

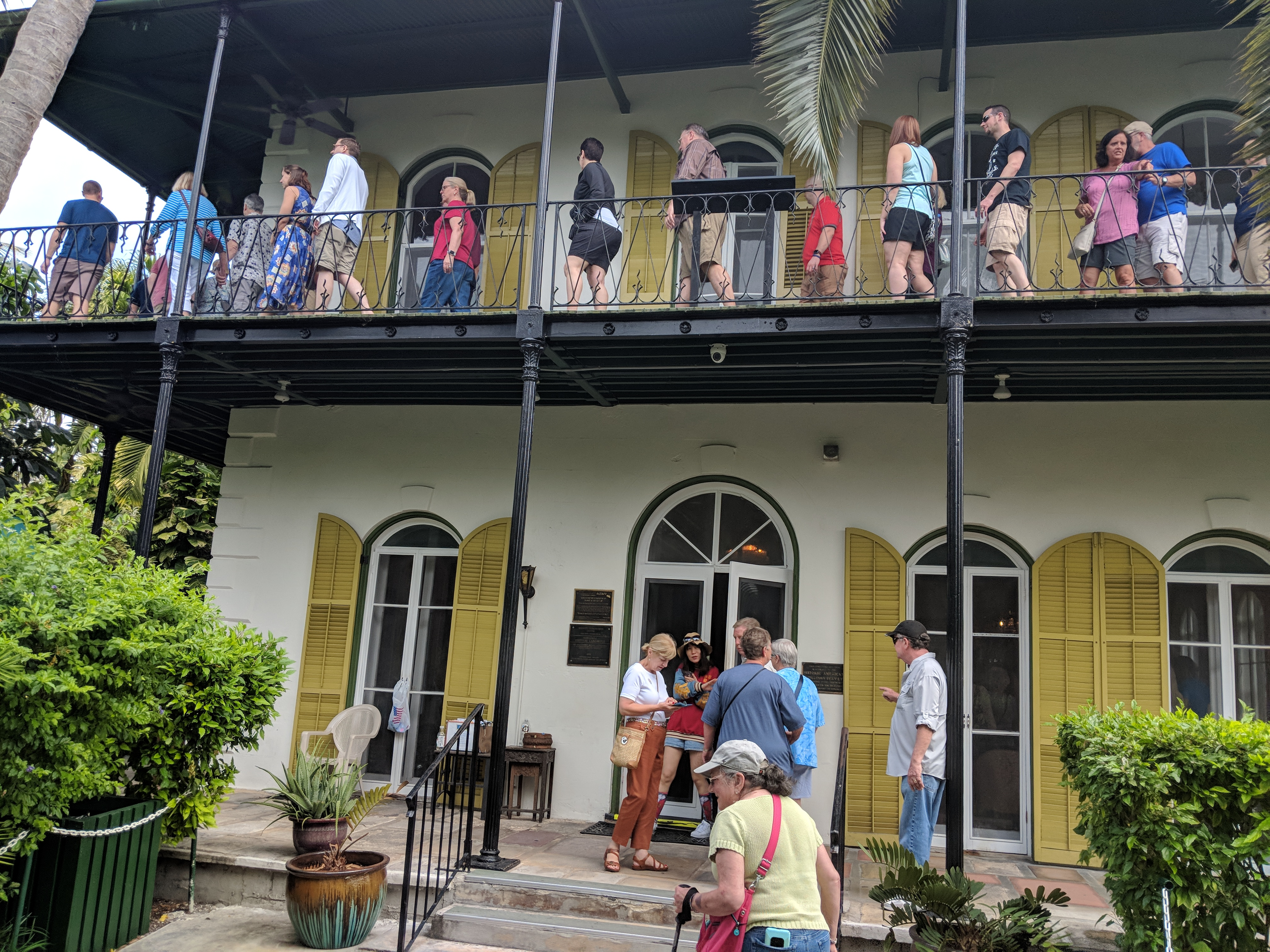
Turiști vizitează casa în 2019

Cuplul Hemingway își petrecuse precedenții trei ani de viață în Key West, dar în locuințe închiriate, ultima fiind o casă cu două etaje aflată la 1301 Whitehead Street. Pauline, a doua soție a lui Ernest, a găsit casa Tift de vânzare la o licitație în 1931. Unchiul lui Pauline, Gus, a cumpărat-o pentru ea și Ernest, pentru suma de 8.000 de dolari în numerar, și le-a oferit-o drept cadou de nuntă.

## Caracteristici

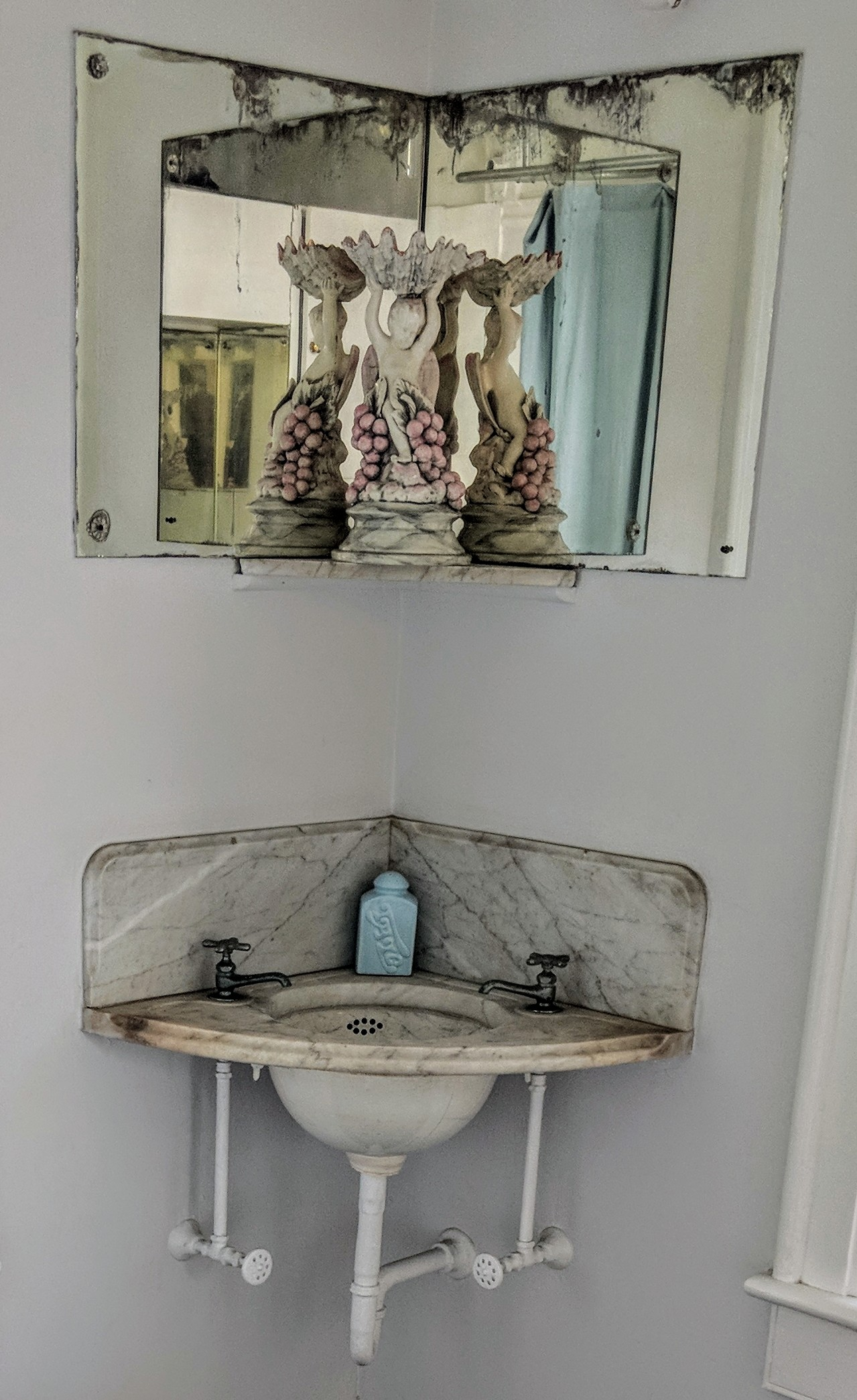
Instalație sanitară în baia casei lui Hemingway

Casa a fost una dintre primele de pe insulă care au fost dotate cu instalații sanitare interioare și prima de pe insulă care avea o baie la etaj cu apă curentă, alimentată dintr-o cisternă cu apă de ploaie de pe acoperiș.

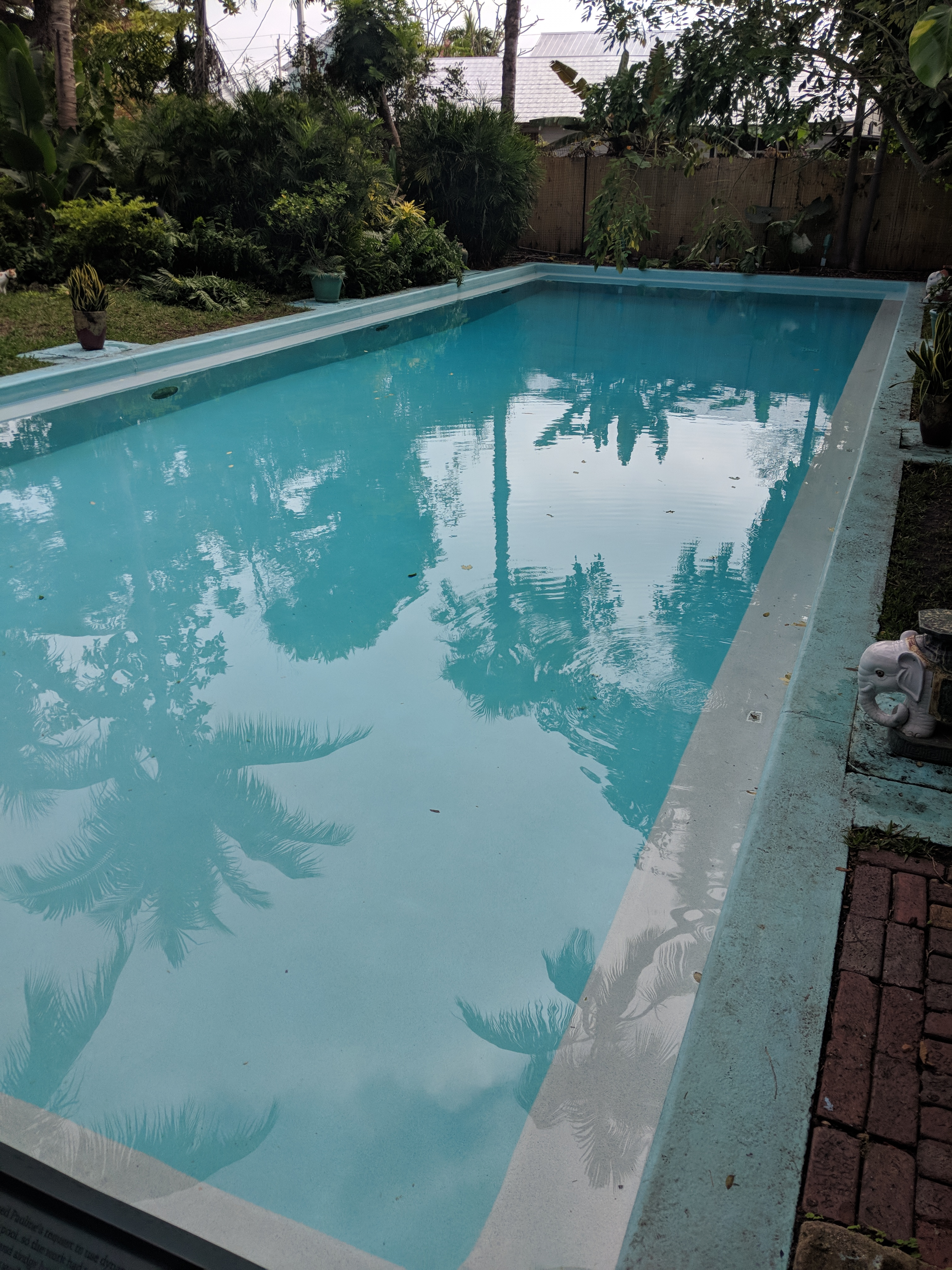
Piscina în 2019

De asemenea, sunt de remarcat un șemineu în perete și prima piscină din Key West, care era singura piscină pe o distanță de 160 km la sfârșitul anilor 1930. În noiembrie 1936, într-un interviu cu publicația Citizen din Key West, Hemingway i-a arătat reporterului locul planificat pentru o piscină. Cu toate acestea, Pauline Hemingway a fost cea care a cheltuit 20.000 de dolari (echivalentul a $330.000 în 2013) pentru construcția piscinei în timp ce soțul ei era plecat în calitate de corespondent al Războiului Civil Spaniol în 1938. Când Hemingway a revenit, el a fost neplăcut surprins de cost și a exclamat, „ei bine, ai putea la fel de bine să-mi iei și ultimul cent”, înainte de a arunca o monedă în piscină. Acest ban este încastrat astăzi în beton lângă piscină.
În 1937, când Ernest se afla în Spania, Pauline l-a angajat pe prietenul, șoferul și meșterul lui Ernest, Toby Bruce, pentru a construi zidul înalt de cărămidă care înconjoară casa azi.
O altă dragoste a lui Hemingway a fost boxul. El a creat un ring în curte și plătea luptători locali să boxeze cu el. De asemenea, a arbitrat meciuri la Blue Heaven, pe vremea aceea salon, dar acum restaurant, la 769 Thomas Street.  
Hemingway a transformat un pișoar obținut după o renovare la barul Sloppy Joe's într-o fântână arteziană în curte, încă o caracteristică proeminentă a casei, în care se varsă apă dintr-un borcan mare cubanez și care servește drept una din sursele de apă pentru pisici. Terenul din jurul casei este întreținut ca o grădină, cu multe plante tropicale aduse după ce Hemingway s-a mutat în Cuba. În timpul lui Hemingway, terenul, ca și întreaga insulă, era sărăcăcios și uscat din cauza lipsei de apă, care a venit mai târziu, prin instalarea unei conducte de apă de pe continent de Marină.
Casa a fost inițial achiziționată pentru $8.000. După moartea lui Hemingway în 1961, casa a fost vândută de către văduva sa, Mary, lui Bernice Dickson, fondatoarea muzeului. O caracteristică importantă din sufragerie este un candelabru din sticlă de Murano. La etaj, o bibliotecă arată cărțile deținute de Hemingway din vremea în care trăia în Key West—inclusiv Red Pet the Ruthless de C. M. Bennett. Clar vizibilă este inscripția, „Given to Hemingway—1936” (în română Oferită lui Hemingway—1936), de la Sora Ida, o călugăriță de la mănăstirea locală Sf. Iosif.

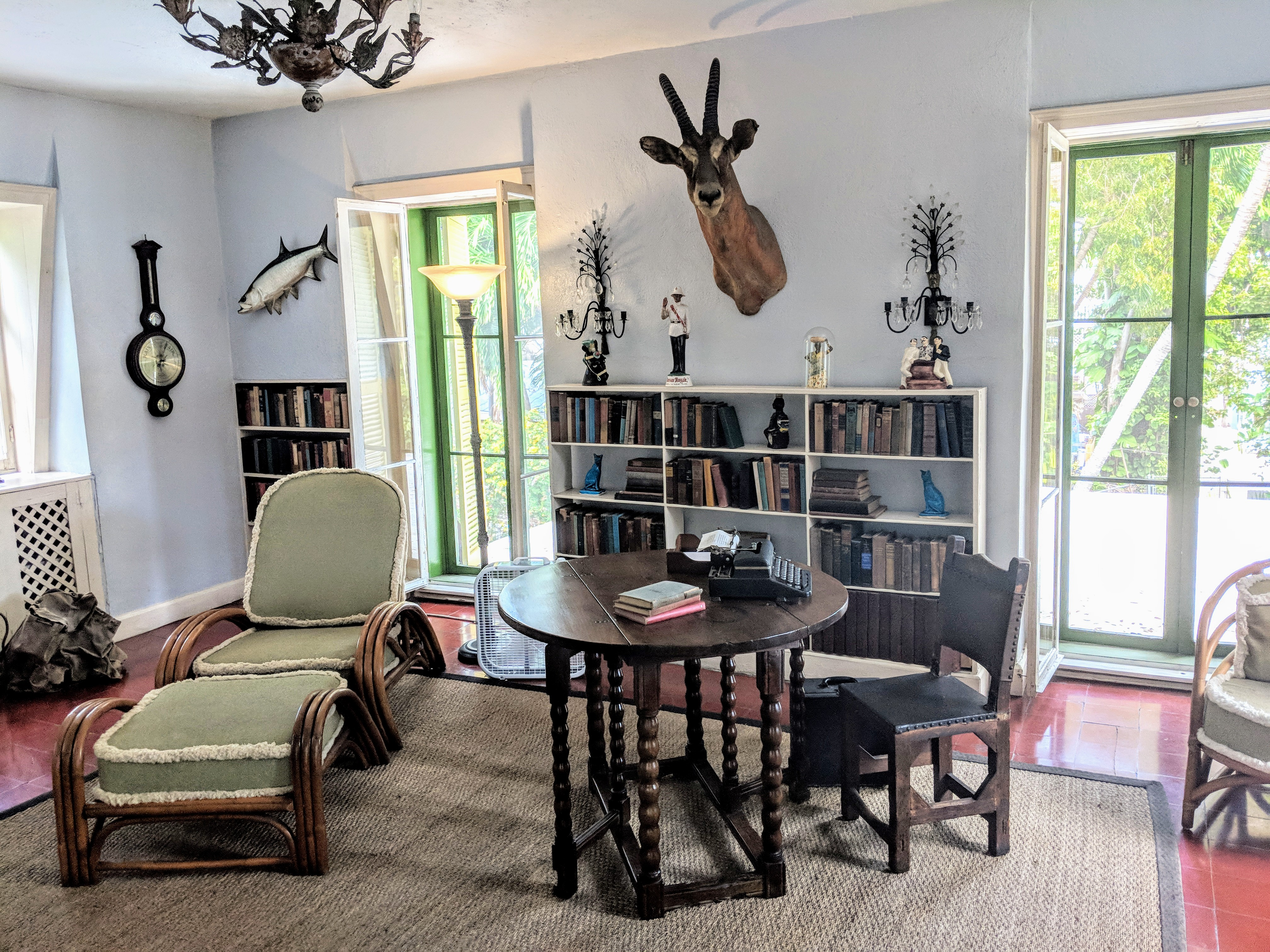
Studioul lui Hemingway în 2019

Studioul lui de scriitor de la etajul al doilea al unei clăiri separate, unde a locuit pentru scurt timp (în 1950), atunci când a vizitat Key West venind la casa lui din Cuba, era cândva conectat printr-o pasarelă de dormitor. Pasarela, vizibilă în imagini din arhive, nu a fost reconstruită.
Proprietatea are și un garaj pentru automobilul Buick al lui Hemingway. La etajul al doilea este un apartament pentru îngrijitorul casei.
În 1988, casa a găzduit o parte a filmărilor pentru al 16-lea film James Bond, Permis pentru Crimă. În această scenă, Bond demisionează din serviciul secret și apoi fuge prin grădină. Pentru protecția lui M, gărzile fictive privesc din Farul Key West de vizavi. Hemingway a menționat de multe ori cât de comod e să trăiești aproape de un far, pentru că îl poate ghida acasă atunci când este beat.
Casa apare, de asemenea, în filmul The Leisure Seeker din 2017, cu Helen Mirren și Donald Southerland.

## Galerie

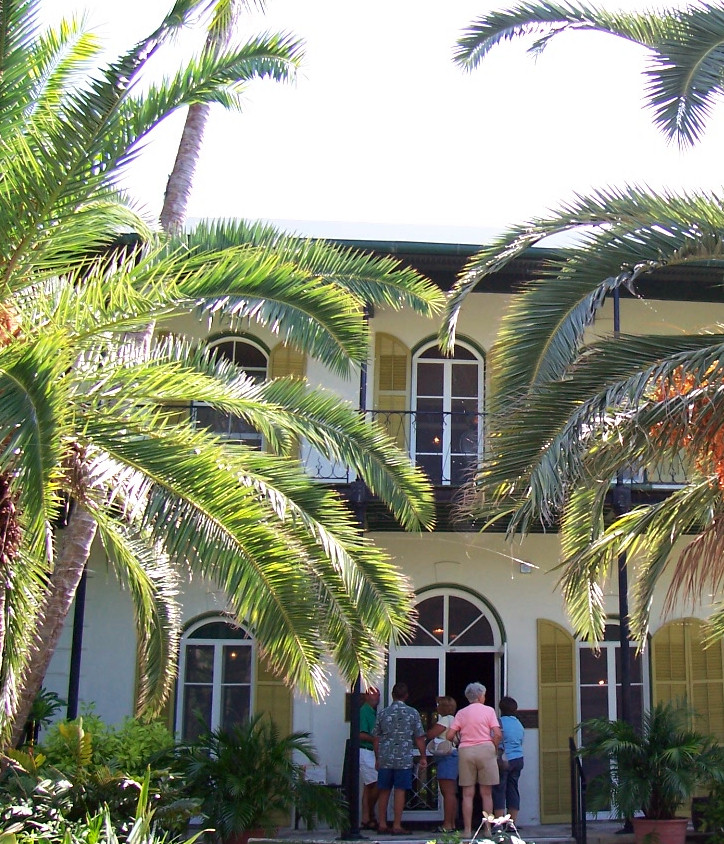
Fațada casei
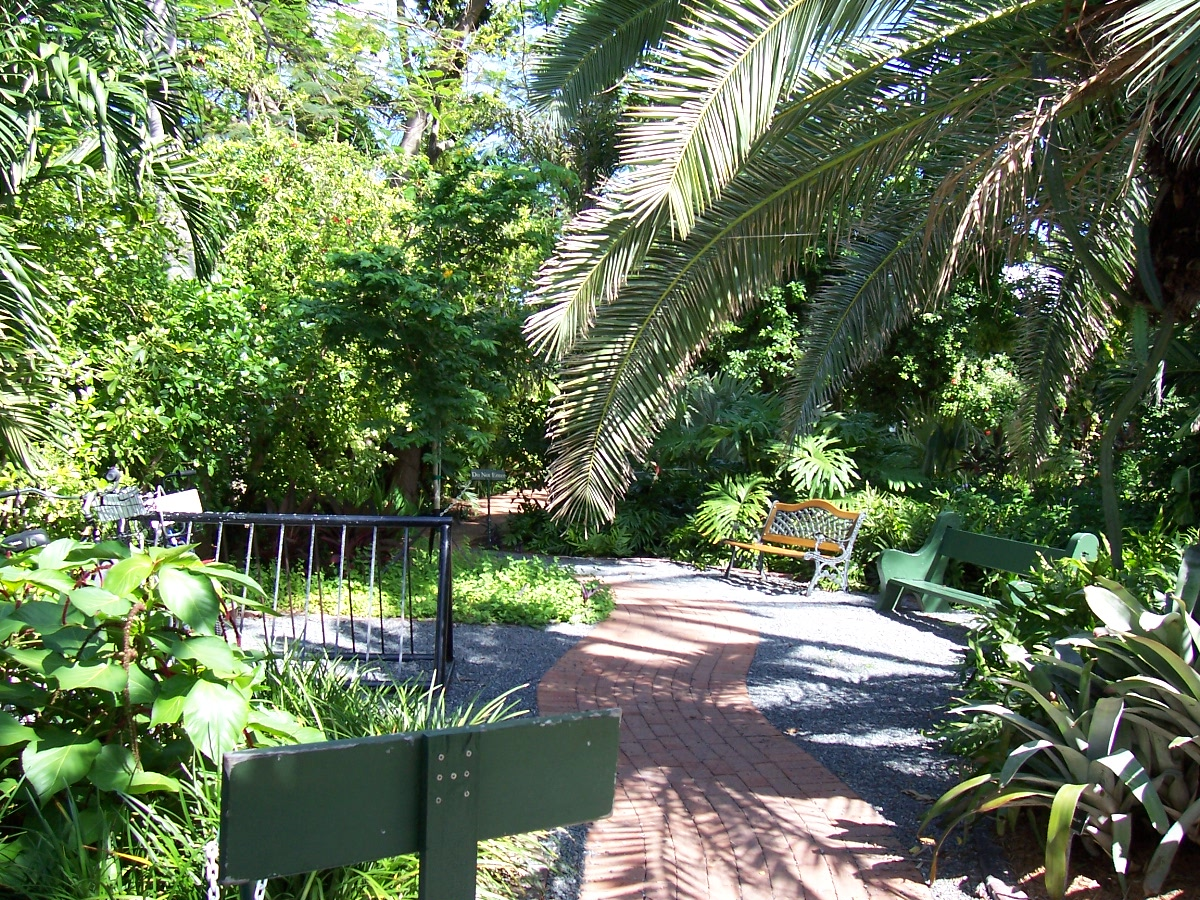
Grădina
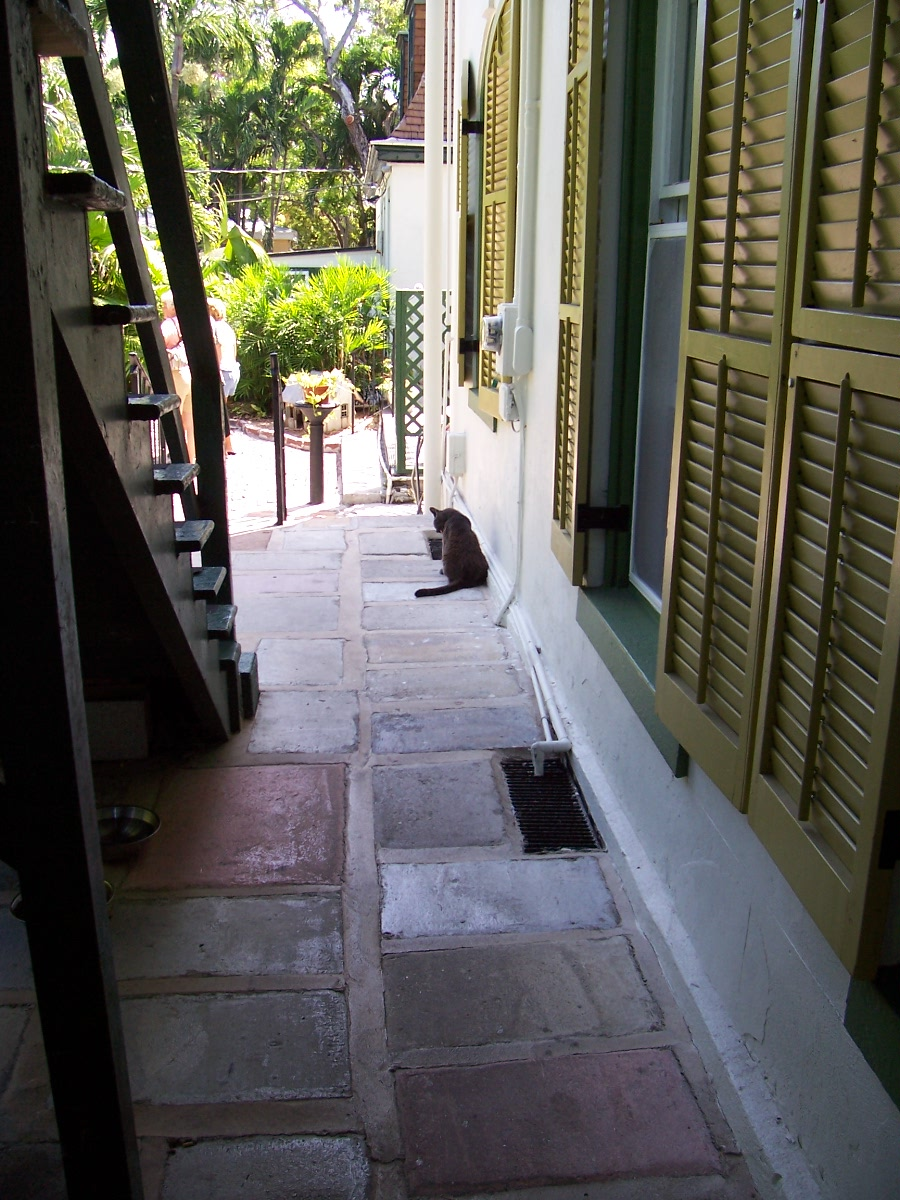
Alee laterală și una dintre multile pisici
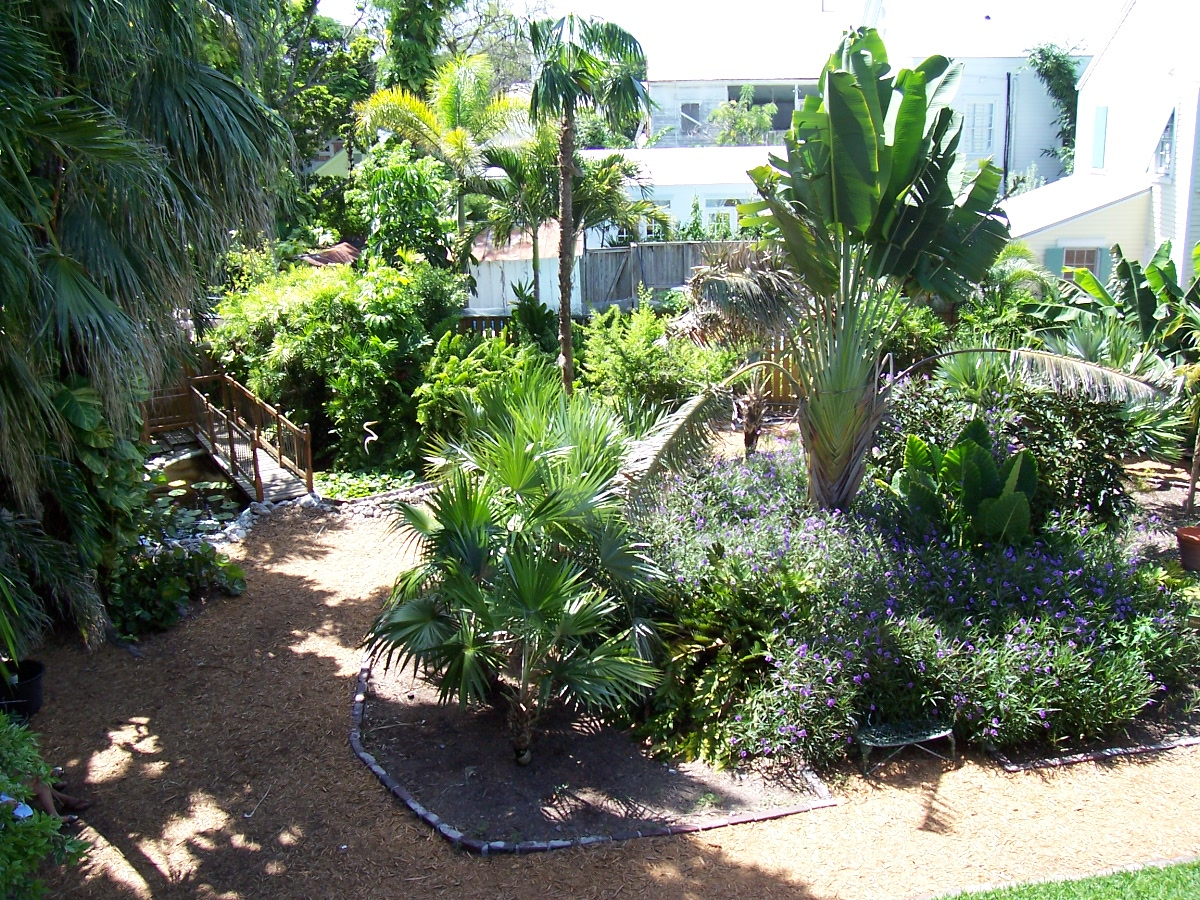
Grădină

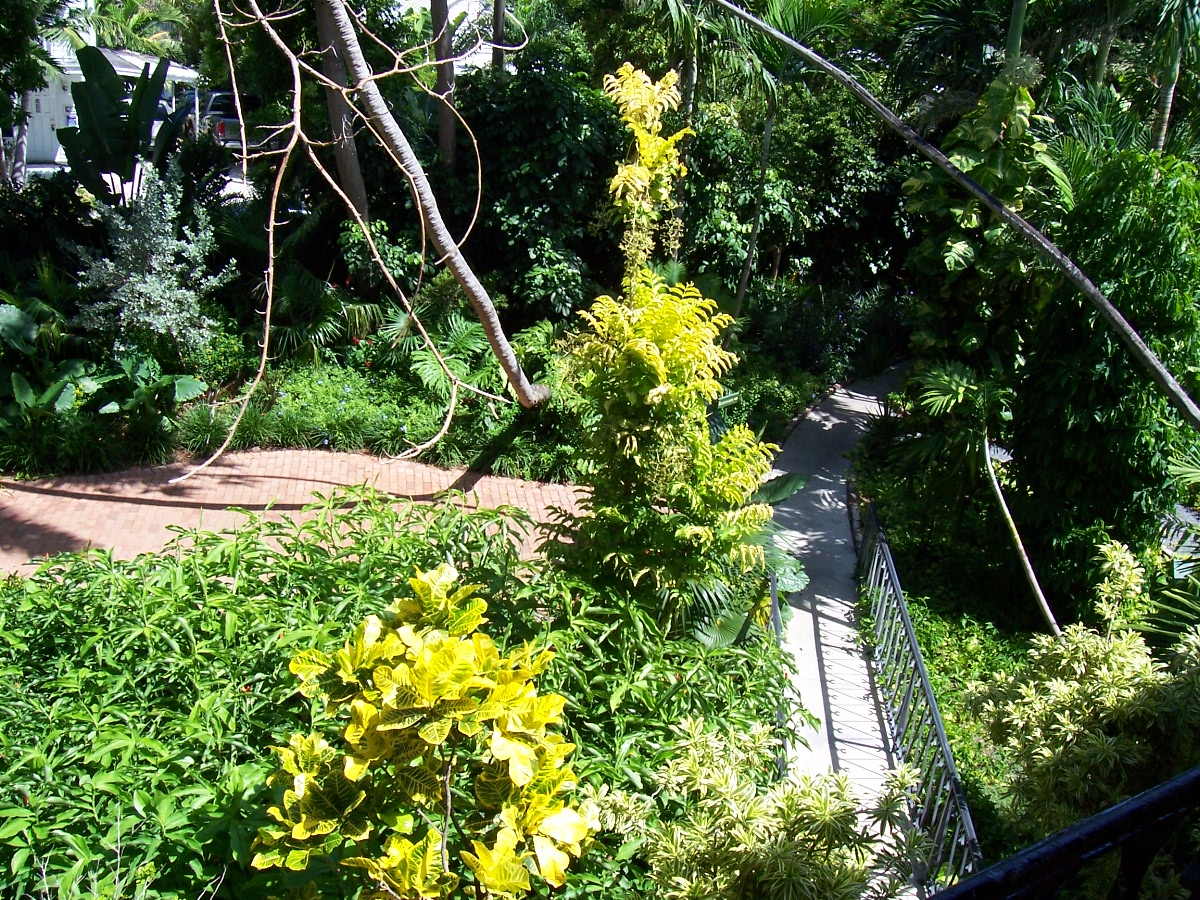
Vedere spre grădină din interiorul casei
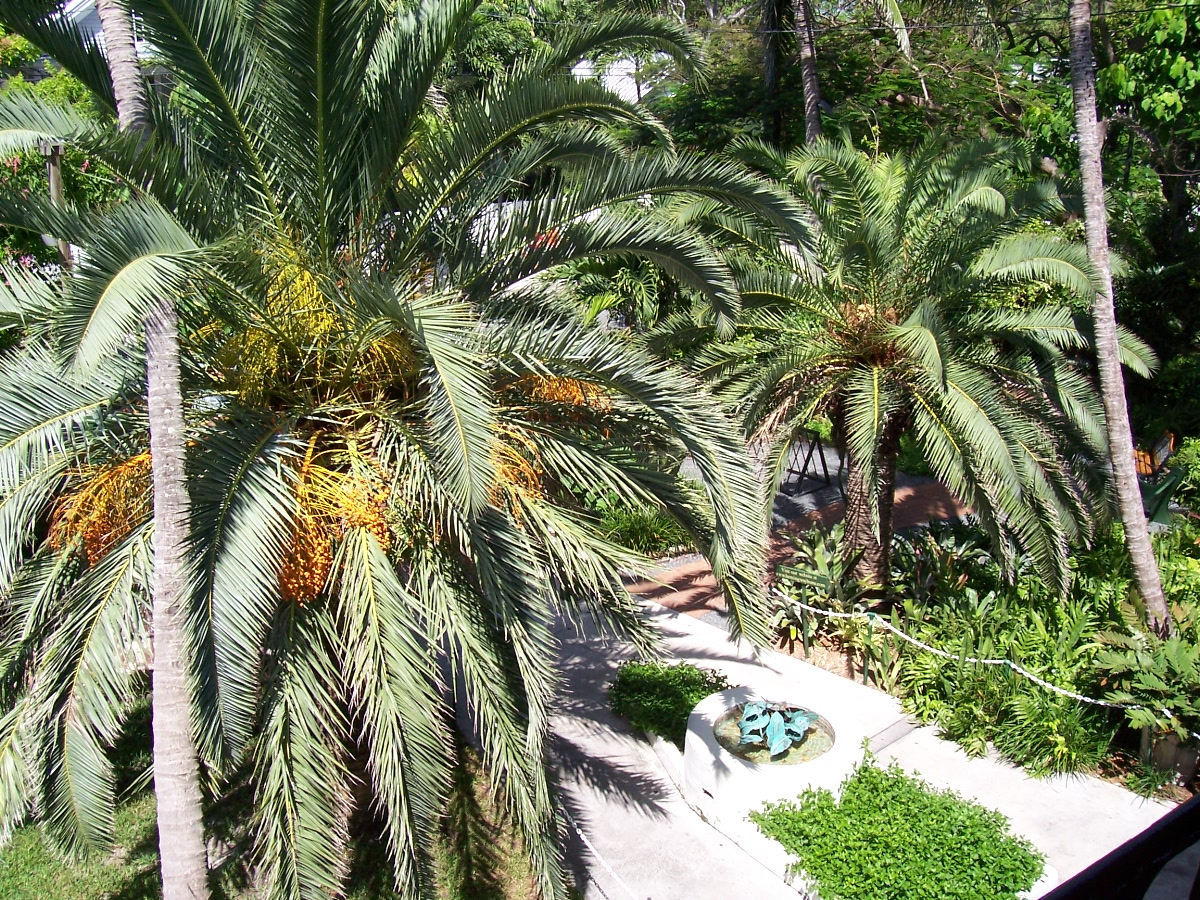
Vedere din interiorul casei
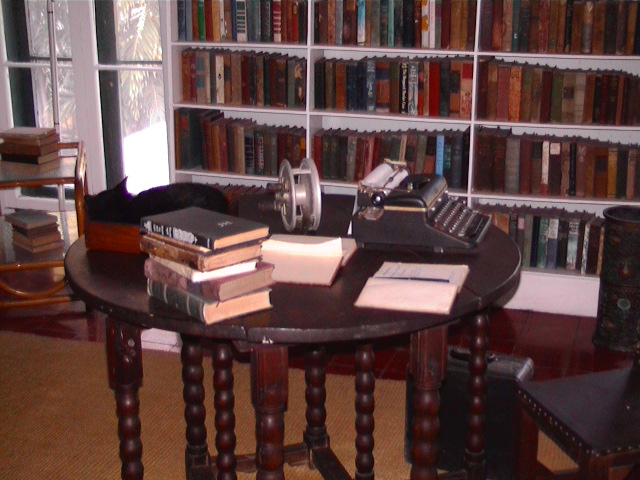
Biroul lui Hemingway
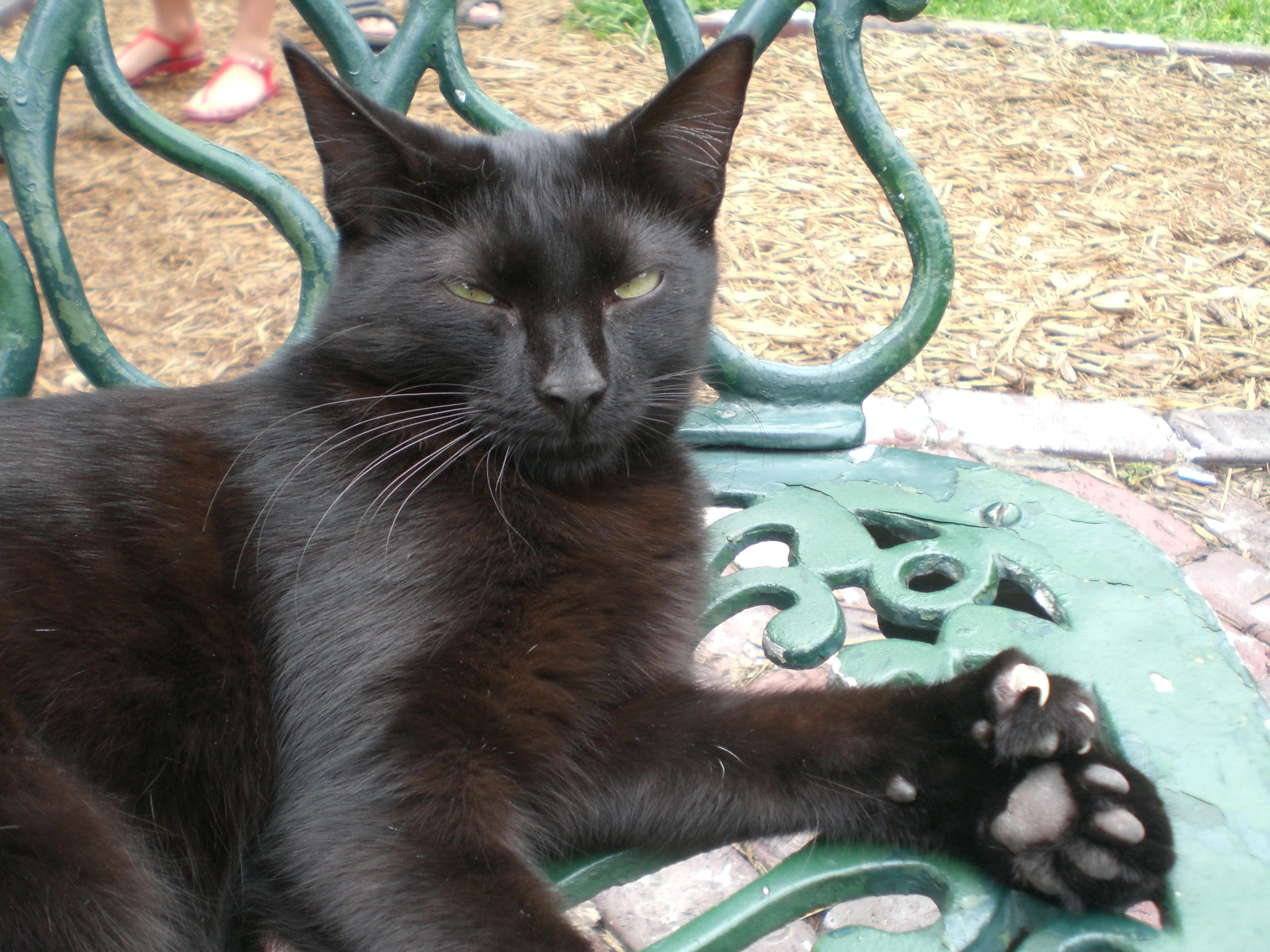
Una din multele pisici polidactile care locuiesc pe proprietate